# Paola Carosella
Paola Florencia Carosella (sinh ngày 30 tháng 10 năm 1972) là một đầu bếp người Argentina, đồng thời là nữ doanh nhân, giám đốc điều hành và đầu bếp nổi tiếng hiện đang có trụ sở tại Brazil.

## Tiểu sử
Paola sinh ra ở Argentina, là con gái duy nhất của một gia đình trung lưu. Ông bà của cô, cả bà nội và bà ngoại, đều đến từ Ý. Cha của cô, người Ý, Roberto Carosella, là một nhiếp ảnh gia và người lái xe đua, trong khi mẹ cô, Irma Polverari, đã xây dựng một sự nghiệp thành công với tư cách là một luật sư.
Cô được bà ngoại giới thiệu vào bếp, người đã trồng và thu hoạch các loại thực phẩm cần chuẩn bị, sau khi hoàn thành các chương trình giáo dục ở trường trung học ở nước này, cô bắt đầu làm việc trong các nhà hàng ở Buenos Aires. Paola hiện đang làm việc tại MasterChef Brazil với tư cách là một bồi thẩm viên cùng với người Brazil, Henrique Fogaça và đầu bếp người Pháp Érick Jacquin.
Vào ngày 7 tháng 11 năm 2016, Paola đã phát hành cuốn sách đầu tiên của mình, đó là sự kết hợp giữa tự truyện và một bộ sưu tập các công thức nấu ăn, được gọi là "Todas as sextas" (Thứ Sáu hàng tuần).

## Sự nghiệp ẩm thực
Cô đã làm việc với đầu bếp người Argentina, Francis Mallmann trước khi tới Paris và làm việc trong các nhà hàng như Le Grand Véfour, Le Celadon và Le Bristol. Cô thậm chí còn làm đầu bếp tại các nhà hàng ở California, Hoa Kỳ và Uruguay, trước khi chuyển đến Mendoza, Argentina, vào năm 1994 và làm việc tại nhà hàng Patagonia West ở thành phố New York.

### A Figueira Rubaiyat
Năm 2001, cô được mời chuyển đến São Paulo, Brazil, để mở và chỉ đạo nhà bếp của nhà hàng A Figueira Rubaiyat, cùng với Francis Mallmann và Belarmino Fernandez Iglesias.

## Nhà hàng
- 2001 - A Figueira Rubaiyat [2]
- 2003 - Julia Cocina [2]
- 2008 - Arturito [2]
- 2014 - La Guapa [2]

## Giải thưởng
- 2009: Đầu bếp chính trên tạp chí Gula
- 2009: Nhà hàng đa dạng nhất trên Tạp chí Veja
- 2010: Đầu bếp của năm trên tạp chí Veja
- 2010: Nhà hàng đa dạng nhất trên Tạp chí Veja
- 2014: Đầu bếp xuất sắc nhất năm của Guia da Folha
- 2016/2017: Salgado ngon nhất ở Veja São Paulo Ăn uống

## liên kết ngoài
- Website chính thức